# Renault Nissan Technical Business Center
 (décembre 2015).
Si vous disposez d'ouvrages ou d'articles de référence ou si vous connaissez des sites web de qualité traitant du thème abordé ici, merci de compléter l'article en donnant les références utiles à sa vérifiabilité et en les liant à la section « Notes et références ».
Le Renault Nissan Technical Business Center (RNTBCI) est un centre de recherche situé à Chennai où s'effectue une part de la conception des automobiles du groupe Renault-Nissan.

## Les voitures conçues au RNTBCI
Le RNTBCI est plus particulièrement mis à contribution dans la conception des véhicules destinés à l'Inde et aux pays émergents, comme la Kwid.